# Jii-san Baa-san Wakagaeru
Jii-san Baa-san Wakagaeru (じいさんばあさん若返る?) es una serie de manga japonesa escrita e ilustrada por Kagiri Araido. La serie comenzó a serializarse en las cuentas de Twitter y Pixiv del autor en octubre de 2019. Posteriormente recibió una serialización paralela en la revista Monthly Comic Alunna de Media Factory en julio de 2022. Una adaptación de la serie de televisión de anime producida por Gekkō se estrenará en abril de 2024.

## Personajes
Shozo (正蔵 Shōzō?)
 Seiyū: Shin-ichiro Miki (vomic y anime)
Ine (イネ?)
 Seiyū: Mamiko Noto (vomic y anime)
Mino (未乃?)
 Seiyū: Shiori Mikami
Shiori (詩織?)
 Seiyū: Nao Tōyama
Shōta (将太?)
 Seiyū: Junta Terashima
Yoshiaki (義明?)
 Seiyū: Kazuyuki Okitsu
Kaede (楓?)
 Seiyū: Tomo Sakurai

## Contenido de la obra

### Manga
El manga fue escrito e ilustrado por Kagiri Araido, Jii-san Baa-san Wakagaeru comenzó la serialización en las cuentas de Twitter y Pixiv de Araido el 26 de octubre de 2019. Posteriormente comenzó la serialización paralela en la revista Monthly Comic Alunna de Media Factory el 13 de julio de 2022.
Media Factory lanzó el primer volumen de tankōbon el 22 de junio de 2020. Sus capítulos se han compilado en siete volúmenes de tankōbon a partir del 16 de agosto de 2023. La serie finalizará con el lanzamiento de su octavo volumen.

### Anime
El 9 de agosto de 2023 se anunció una adaptación de la serie de televisión de anime. La serie está producida por Gekkō y dirigida por Masayoshi Nishida, con Yukie Sugawara a cargo de la composición de la serie, Nagisa Takahashi diseñando los personajes y Tomoki Hasegawa componiendo la música. Se estrenará el 7 de abril de 2024 en AT-X y otras redes. El tema de apertura es "Kimi ga Ojiichan Atashi ga Obaachan" interpretado por Koresawa, mientras que el tema de cierre es "Soitoge Yo-Yo!!" interpretada por Shin-ichiro Miki y Mamiko Noto. Crunchyroll obtuvo la licencia de la serie fuera de Asia. Plus Media Networks Asia obtuvo la licencia de la serie en el sudeste asiático.